# ウォール・ストリート駅 (IRTブロードウェイ-7番街線)
ウォール・ストリート駅（ウォール・ストリートえき、英語: Wall Street）は、ニューヨーク市地下鉄IRTブロードウェイ-7番街線の駅である。マンハッタン区フィナンシャル・ディストリクトのウィリアム・ストリートとウォール・ストリートの交差点に位置し、2系統が終日、3系統が深夜を除く終日停車する。

## 歴史
1918年7月1日、ブロードウェイ-7番街線は34丁目-ペン・ステーション駅から本線がサウス・フェリー・ループス駅まで、ブルックリン支線がチェンバーズ・ストリート駅から本線より分岐し当駅まで延伸され、当駅はブルックリン支線の終点として開業した。新しい"H"システムが1918年8月1日に導入され、タイムズ・スクエア-42丁目駅以北を走行する全てのIRTブロードウェイ-7番街線列車はサウス・フェリー駅・ウォール・ストリート駅方面行きとなり、42丁目駅から分岐しグランド・セントラル駅へ向かっていた列車は現在の42丁目シャトルとなり、両駅間の往復運転となっている。このHシステムの導入の結果、今までチェンバーズ・ストリート駅 - 当駅間のシャトル運行であったブルックリン支線の列車は全列車本線へ乗り入れるようになった。1919年4月15日、クラーク・ストリート・トンネルが開通しブロードウェイ-7番街線はボロー・ホール駅まで延伸、当駅は終着駅から途中駅へと役割を変えた。
1964年から1965年に掛けて当駅はブロードウェイ-7番街線の他4駅と共に、1両辺り51フィート（15メートル）のIRT車10両編成の列車の入線に対応するためにホーム有効長を525フィート（160メートル）に延長した。
1995年、MTAは付近に他線の駅が多く位置しているためブロードウェイ-7番街線ウォール・ストリート駅かレキシントン・アベニュー線ウォール・ストリート駅のどちらかを廃止することを検討していたが、最終的にどちらも廃止されることはなく現在も営業を続けている。

## 駅構造
| G          | 地上階                       | 出入口 |
| M          | 改札階                       | 改札口、駅員詰所、メトロカード券売機 |
| P ホーム階 | 北行線                       | ← ウェイクフィールド-241丁目駅行き（フルトン・ストリート駅） ← ハーレム-148丁目駅行き（フルトン・ストリート駅）                                      |
| P ホーム階 | 島式ホーム、左側の扉が開く。 | |
| P ホーム階 | 南行線                       | → フラットブッシュ・アベニュー-ブルックリン・カレッジ駅行き（クラーク・ストリート駅） → → ニューロッツ・アベニュー駅行き（クラーク・ストリート駅） → |

駅は島式ホーム1面と線路2線を有した1面2線の地下駅で、ブロードウェイ-7番街線ブルックリン支線のマンハッタン区内最南端の駅である。駅の南側では線路はイースト川をクラーク・ストリート・トンネルで潜りブルックリン区へ入り、クラーク・ストリート駅に到着する。当駅はニューヨーク市地下鉄内の他の島式ホームの駅と比べてホーム幅が狭くなっている。ホーム床面はダークブルーのタイルが敷かれており、青の柱が等間隔に立っている。柱には黒地に白で"Wall Street"と書かれたニューヨーク市地下鉄標準の駅名標が掲げられているほか、壁面には白地に黒で"WALL ST."と書かれた駅名標がある。

### 出口
駅には以下の4箇所の改札口がある。
- 1つ目の改札口は駅の北端に位置し、平日のみ開いている。改札口からはワン・チェース・マンハッタン・プラザへの地下通路があり、同ビルのロビーに階段が接続している。なお、駅構内での案内ではこのビル出入口があるウィリアム・ストリートとセダー・ストリートの交差点へ出ると案内されているが、地上側ではこのビルに当駅への入口があるという案内は無い[9]。
- 2つ目の改札口は駅の中央に位置し、平日のみ開いている。改札口からは60 ウォール・ストリートへの長い地下通路がある。この通路には1990年にハリー・ローズマンにより製作されたアートワーク『Subway Wall』が1993年の駅改装後に飾られた。地上へは階段とエスカレーター2機が繋がっている[9]。
- 3つ目の改札口は駅の南側に位置し、有人で終日開いている。地上への階段は2つあり、ウィリアム・ストリートとウォール・ストリートの交差点北東・北西に繋がっている[9]。
- 4つ目の改札口は駅の南端に位置し、回転式改札機が4機ある。きっぷ売り場は存在せず改札口は無人となっている。地上への階段は2つあり、ウィリアム・ストリートとウォール・ストリートの交差点南東・南西に繋がっている[9]。

## 画像

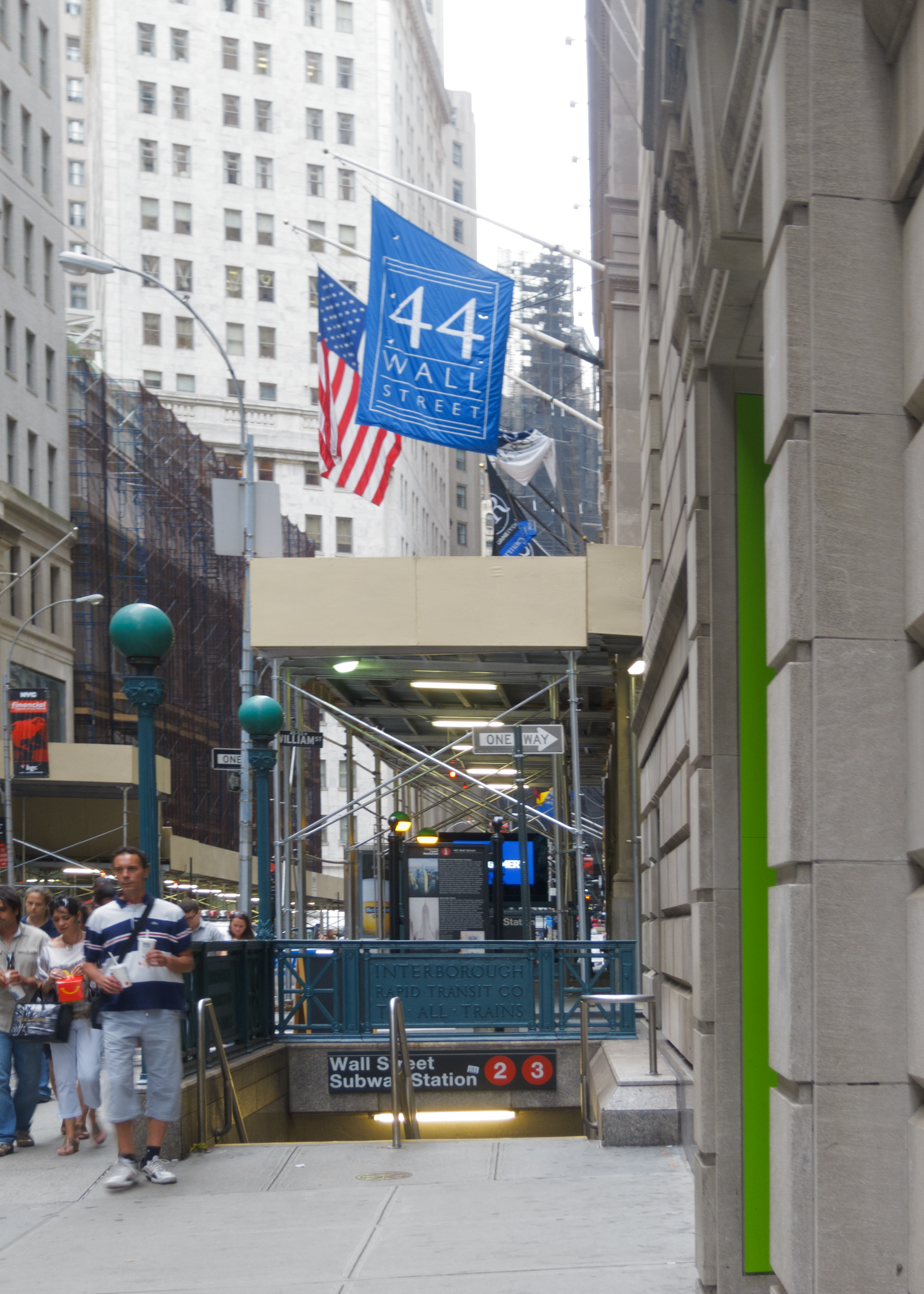
ウィリアム・ストリートとウォール・ストリートの交差点北東の出入口
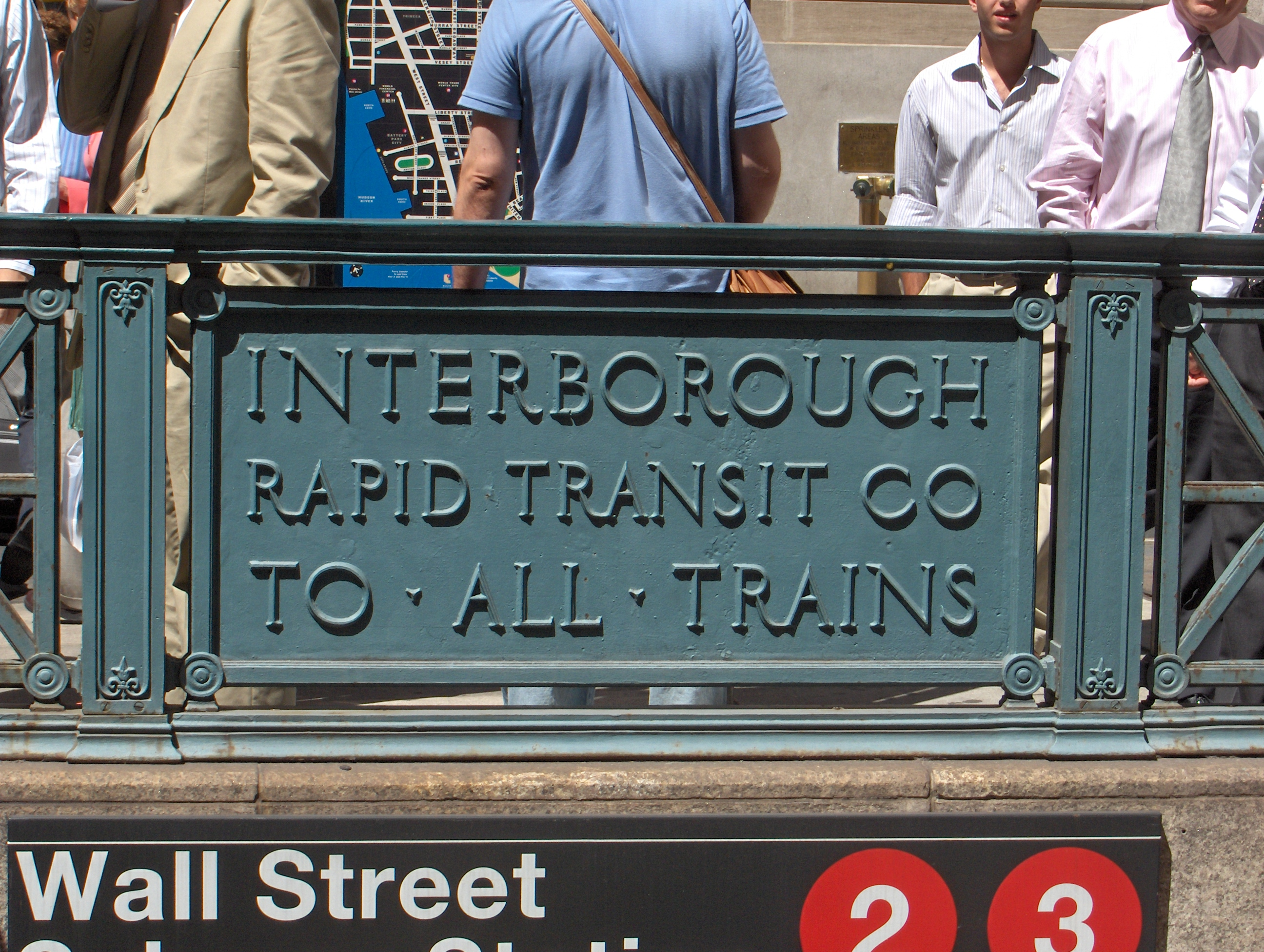
出入口にある古いIRTの案内
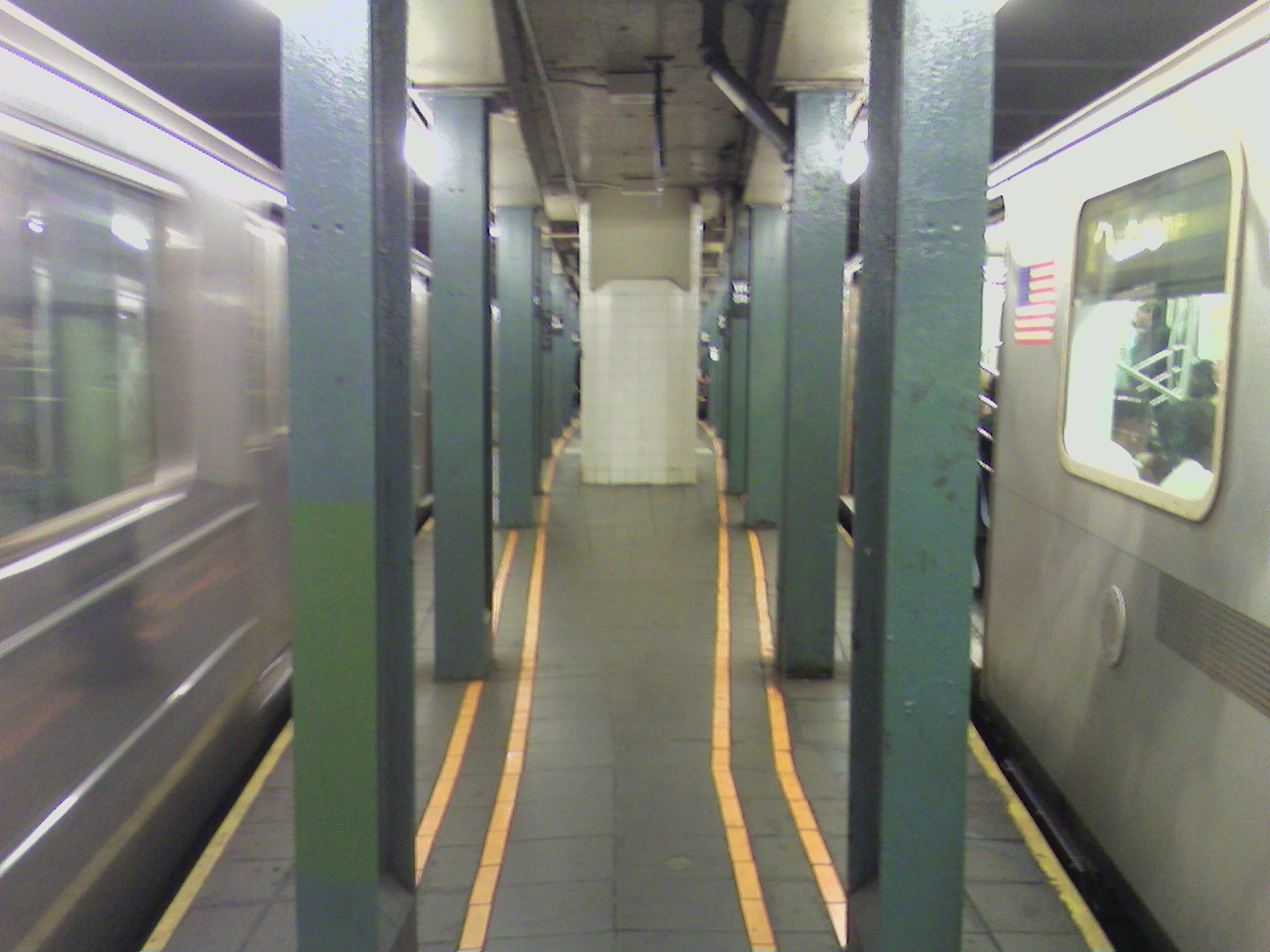
非常に幅の狭いホーム北端から南側を見る
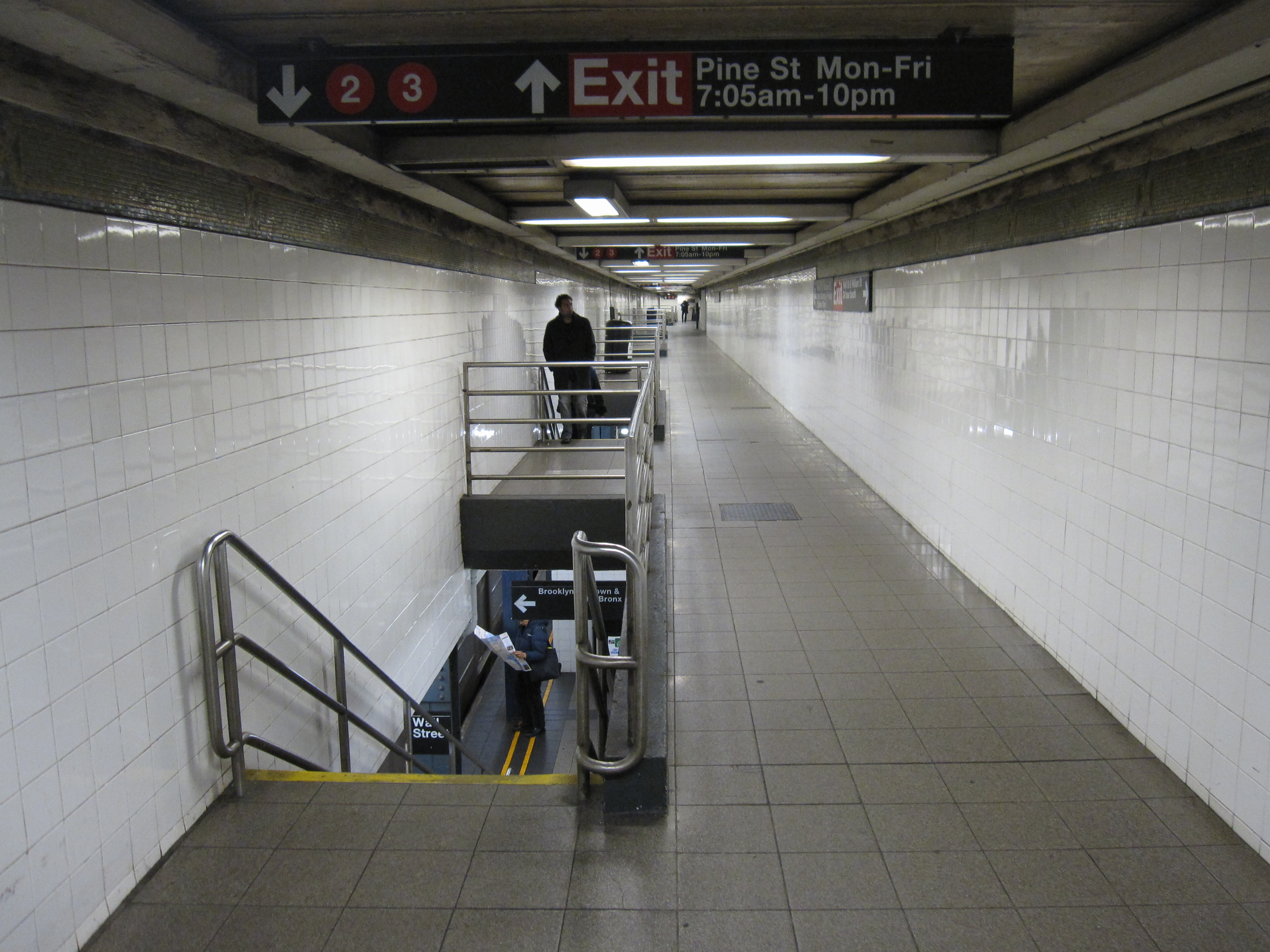
改札階、左はホームへの階段。
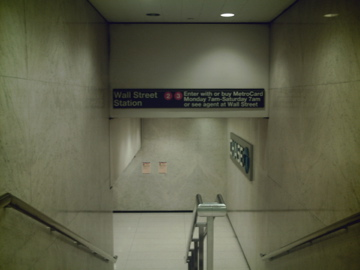
ワン・チェース・マンハッタン・プラザへの出口
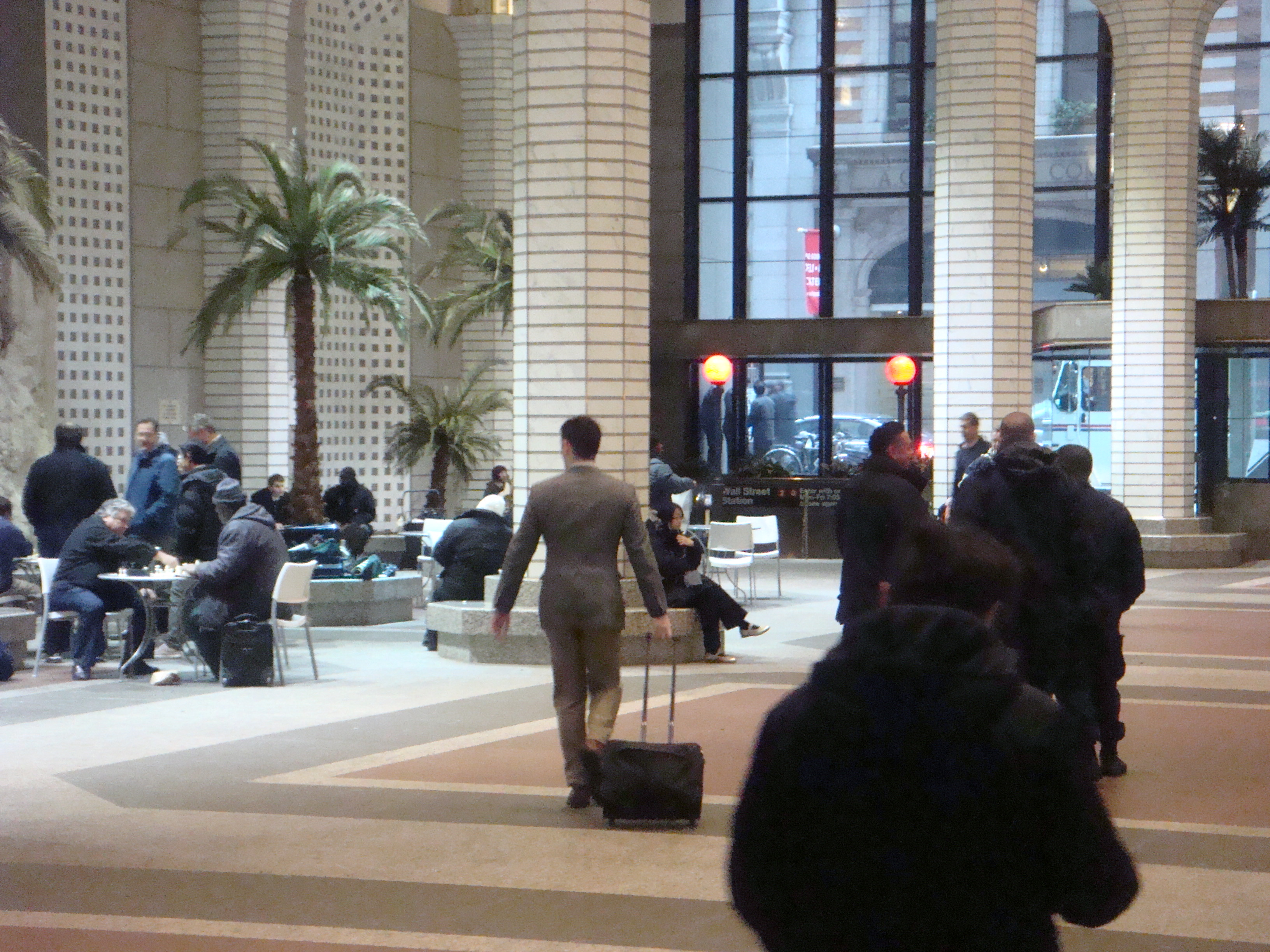
60 ウォール・ストリート、奥の2つ電灯が灯っている場所が駅への入口